# 维勒热农
维勒热农（法語：Villegenon，法語發音：[vilʒənɔ̃]）是法国谢尔省的一个市镇，属于布尔日区。

## 地理
维勒热农（47°25'32"N, 2°36'21"E）面积32.93 平方千米，位于法国中央-卢瓦尔河谷大区谢尔省，该省份为法国中部省份，北起卢瓦雷省，西接卢瓦-谢尔省和安德尔省，南至克勒兹省，东南接阿列省，东临涅夫勒省。
与维勒热农接壤的市镇（或旧市镇、城区）包括：当皮埃尔昂克罗、伊瓦勒普雷、瓦宗、图村、索尔德河畔瓦伊。

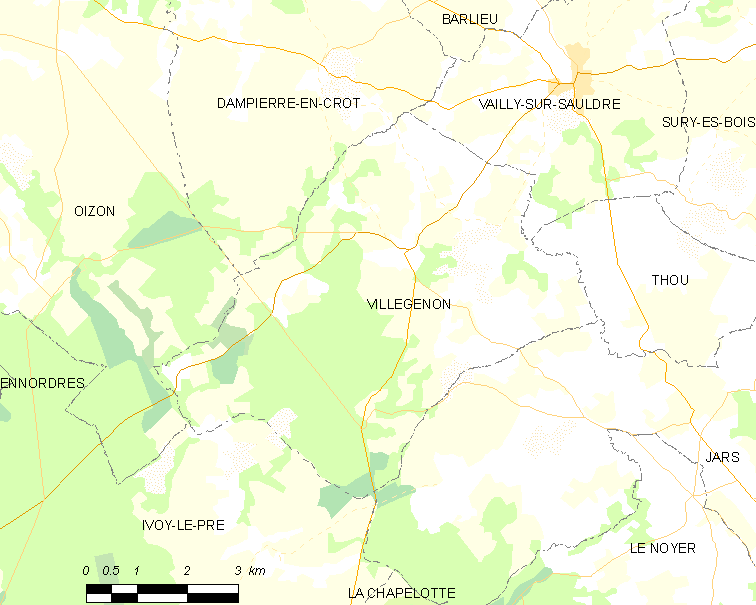
维勒热农的OSM定位图

维勒热农的时区为UTC+01:00、UTC+02:00（夏令时）。

## 行政
维勒热农的邮政编码为18260，INSEE市镇编码为18284。

## 政治
维勒热农所属的省级选区为桑塞尔县。

## 人口

1962-2008年间维勒热农人口变化图示

维勒热农于2022年1月1日时的人口数量为215人。